# Parastrongylaspis
Parastrongylaspis is een kevergeslacht uit de familie van de boktorren (Cerambycidae). De wetenschappelijke naam van het geslacht werd voor het eerst geldig gepubliceerd in 1987 door Giesbert.

## Soorten
Parastrongylaspis omvat de volgende soorten:
- Parastrongylaspis linsleyi Giesbert, 1987
- Parastrongylaspis thomasi Giesbert, 1992